# Jasper Smets
Jasper Smets (* 6. August 1995 in Mönchengladbach) ist ein deutscher Fußballtrainer und ehemaliger Film- und Fernsehschauspieler. Seit 2023 arbeitet er als Spielanalyst beim VfB Stuttgart.

## Leben
Smets wuchs im Grevenbroicher Stadtteil Orken auf. Er besuchte die Realschule in Wevelinghoven und anschließend das Gymnasium. In seiner Jugend spielte er Fußball im Mittelfeld des BV Wevelinghoven 1913 e.V. Im Alter von zwölf Jahren verkörperte er die Hauptrolle des Fritz Fröhlich in der 1. Staffel der Fernsehserie Rennschwein Rudi Rüssel und hatte in der Folge weitere Auftritte in mehreren TV- und einigen Kino-Produktionen. 2011/2012 wurde er für die SAT.1-Sketch-Serie Knallerfrauen engagiert. 2015 spielte er in der RTL-Dramedy-Serie Der Lehrer die durchgehende Nebenrolle Marvin. Im selben Jahr erschien der deutsche Kinofilm Die Kleinen und die Bösen, in dem Smets Dennis, den verunglückten Sohn des Gewohnheitstrinkers und -kriminellen Hotte, verkörpert.
Nach dem Abitur studierte er ab 2017 Sportmanagement und -kommunikation an der Deutschen Sporthochschule Köln und arbeitete in Teilzeit in der Geschäftsstelle des 1. FC Köln. Anschließend war er als Video- und Spielanalyst bei Fortuna Düsseldorf beschäftigt. Zur Spielzeit 2023/24 wurde er vom Bundesligisten VfB Stuttgart unter Vertrag genommen, wo er den Betreuerstab von Cheftrainer Sebastian Hoeneß im Bereich der Spielanalyse verstärkte.

## Filmografie
- 2008: Rennschwein Rudi Rüssel (Serie; Staffel 1, durchgehende Hauptrolle)
- 2009: Bienenstich ist aus (Kurzfilm)
- 2010: Mord mit Aussicht (Folge 11: Tödlicher Lehrstoff)
- 2010–2013: Alarm für Cobra 11 – Die Autobahnpolizei (Serie; zwei Episoden)
- 2011/2012: Knallerfrauen (Sketch-Serie)
- 2012: Die schwarzen Brüder
- 2012: Guck woanders hin (Kurzfilm)
- 2012: Du bist kein Werwolf – Über Leben in der Pubertät (TV-Magazin)
- 2012: Ein Fall für die Anrheiner (Serie; Episode 44: Feuer und Flamme)
- 2013: Totenengel – Van Leeuwens zweiter Fall (Fernsehreihe)
- 2013: Dear Courtney
- 2013: Terra X – Die Wikinger. Mutige Entdecker, visionäre Händler des Mittelalters (Dokumentarreihe, TV)
- 2014: Lindenstraße (Serie; zwei Episoden)
- 2015: Der Lehrer (Serie; Staffel 3, durchgehende Nebenrolle)
- 2015: Die Kleinen und die Bösen
- 2015: Comedy Rocket (Webserie; Episode Das 1. Mal Sex)
- 2015: Notruf Hafenkante (Serie; Episode Mattes unter Verdacht)
- 2016: Die Hütte